# Assemblée provinciale du Sud-Ubangi
Bureau définitif
Sud-Ubangi
L'Assemblée provinciale du Sud-Ubangi est l'institution législative de la province du Sud-Ubangi, en République démocratique du Congo. Elle exerce un rôle crucial dans la gouvernance provinciale en veillant au respect des lois et en encadrant l’action de l’exécutif provincial.

## Historique
L'assemblée provinciale du Sud-Ubangi a été créée en 2015, à la suite de la mise en œuvre de la réforme territoriale qui a conduit au découpage des anciennes provinces de la RDC en 26 entités administratives. Le Sud-Ubangi, autrefois intégré à la province de l’Équateur, est devenu une province autonome avec son propre organe législatif.

### Siège
Le siège de l'assemblée provinciale du Sud-Ubangi est situé dans la ville de Gemena, chef-lieu de la province. Les sessions plénières et les travaux des commissions se tiennent dans le bâtiment administratif principal, connu pour son architecture fonctionnelle, bien que l'infrastructure souffre parfois d'un manque de modernisation.

## Corps et structure

### Membres
L'assemblée provinciale est composée de 28 députés élus au suffrage universel direct. Ces élus représentent les différentes circonscriptions électorales de la province et ont pour mission de défendre les intérêts de leurs électeurs tout en contribuant à l’élaboration des lois provinciales.

### Bureau de l'assemblée
Le bureau de l'assemblée provinciale est l'organe dirigeant de l'institution. Il est constitué :
- d'un président[3],[4],[5],[6],
- d'un vice-président,
- d'un rapporteur,
- d'un rapporteur adjoint,
- et d’un questeur.

Le bureau est chargé de coordonner les travaux de l’assemblée, de veiller à la bonne organisation des débats et de représenter l’institution dans les affaires officielles.

### Commissions permanentes
Pour accomplir ses missions, l'assemblée provinciale du Sud-Ubangi s’appuie sur plusieurs commissions permanentes, notamment :
- La Commission des finances et du budget[7],
- La Commission des infrastructures et développement,
- La Commission des affaires sociales et culturelles,
- La Commission des lois et droits humains.

Ces commissions analysent en détail les projets de loi et suivent les questions spécifiques relevant de leur domaine.

## Rôles et missions
L'assemblée provinciale du Sud-Ubangi joue un rôle clé dans la gouvernance régionale, en exerçant plusieurs missions fondamentales :
1. Légiférer : adopter des édits provinciaux adaptés aux besoins locaux.
2. Contrôler l'exécutif : surveiller la gestion de l’administration provinciale et des ressources publiques.
3. Représenter les citoyens : défendre les intérêts de la population auprès des autorités.

L'assemblée est également impliquée dans la planification et l’évaluation des politiques publiques provinciales.

## Défis et enjeux
L'assemblée provinciale du Sud-Ubangi fait face à de nombreux défis, notamment :
- Le manque de ressources financières : l’insuffisance des moyens limite son efficacité.
- La faiblesse des infrastructures : le siège de l’assemblée et les moyens logistiques sont parfois inadaptés.
- La méconnaissance des mécanismes démocratiques : le faible taux d’éducation civique constitue un frein à la pleine participation des citoyens.
- Les tensions politiques : les conflits internes entre les membres de l’assemblée ou avec l’exécutif peuvent entraver les travaux.

Malgré ces défis, l'assemblée provinciale du Sud-Ubangi continue de jouer un rôle essentiel dans le développement de la province et dans le renforcement de la gouvernance locale en RDC.